# Shore Line East
La Shore Line East è il servizio ferroviario suburbano a servizio della zona costiera del Connecticut sud-orientale. Serve 14 stazioni ed è gestito dall'Amtrak per conto del Dipartimento dei trasporti del Connecticut (CTDOT).
Il servizio venne attivato tra le stazioni di New Haven Union e Old Saybrook il 29 maggio 1990, per alleggerire il traffico veicolare durante i lavori per l'Interstate 95. Grazie alla sua popolarità, il servizio venne mantenuto dopo il termine dei lavori ed esteso il 1º febbraio 1996 da Old Saybrook a New London e il 17 dicembre 2001 da New Haven a Stamford.

## Il servizio
La linea è attiva sette giorni su sette, con un servizio ridotto nei fine settimana.